# Kleinkastell Petersbuch
Das Kleinkastell Petersbuch, das auch als Kleinkastell Kaldorf bekannt ist, gehört zu der Kette von ehemaligen römischen Militärlagern, die nahe der zum UNESCO-Weltkulturerbe erhobenen Rätischen Mauer errichtet wurde. Die Befestigung befindet sich heute westlich der Dörfer Kaldorf und Petersbuch im Landkreis Eichstätt in Bayern.

## Lage und Forschungsgeschichte

Lage zum Limes

KK Petersbuch (oben links) mit seinem östlichen Limesumfeld

Das Kleinkastell nach der von Friedrich Winkelmann 1920 veranlassten Vermaßung

Die heute in einem Wald versteckte kleine Anlage wurde an einem südwestlich verlaufenden Stück der Rätischen Mauer, kurz bevor diese in 200 Meter Entfernung einen Knick in westöstliche Richtung macht, errichtet. Unmittelbar neben dem Kleinkastell befinden sich zwei tiefe Dolinen.
Zur Zeit seiner Erstbeschreibung durch den Pappenheimer Dechanten und Konsistorialrats Michael Redenbacher (1764–1816) und anschließend durch den Archäologiepionier Franz Anton Mayer (1773–1854) ragte das zusammenhängende Mauerwerk des Kleinkastells noch einige Fuß über den Erdboden hinaus. Unter Einheimischen waren die Baureste damals als verlassener Gutshof bekannt.
Friedrich Ohlenschlager (1840–1916), der in den Jahren 1875, 1879, 1880 und 1886 den gesamten Limes in Bayern ablief, berichtet, dass er in den Grammetsäckern einen viereckigen quadratischen Steinwall von einem halben Meter Höhe sah, der eine Seitenlänge von rund 18 Metern besaß.
Als Friedrich Winkelmann (1852–1934), ein Streckenkommissar der Reichs-Limeskommission (RLK), im Jahr 1920 die Anlage ergrub, behauptete der Bauer, auf dessen Grundstück das Kleinkastell lag, dass die Ruine der Rest seines ursprünglichen Hofes war, der später nach Kaldorf verlegt wurde. Winkelmann beschränkte sich bei seiner Ausgrabung darauf, die Lage, Größe und Umwehrung beschreiben zu können. Die Einmessung der Befunde nahm ein amtlicher Geometer vor. Nach der Untersuchung wurden die Fundamente wieder zugedeckt. Von dem Viereck blieb anschließend noch ein leichter Wall sichtbar. In dieser Form blieb das Kastell bis heute erhalten.

## Baubeschreibung
Die in Stein ausgebaute Anlage wurde auf ebenem Gelände errichtet. Sie besitzt einen quadratischen, 20,20 × 20,20 Meter (≈ 400 Quadratmeter) umfassenden Grundriss und war mit ihrer Prätorialfront nach Nordosten zum rund 28 Meter entfernten Limes ausgerichtet. An der Nordostseite befand sich auch der einzige Einlass noch erhaltenen einspurigen Zufahrt. Dieser war bei der Grabung Winkelmanns noch erhalten. Über dem 2,50 Meter breiten Tor, das nach innen und außen hervorspringende, einen Meter breite und zweieinhalb Meter tiefe Wangen besaß, erhob sich möglicherweise ein turmartiger Aufbau. Die Umfassungsmauer war 0,90 Meter stark und besaß wohl einen umlaufenden Wehrgang. Alle vier Ecken dieser Mauer waren im rechten Winkel ausgeführt. Als Annäherungshindernis wird ein umlaufender Spitzgraben anzusprechen sein, der an der Durchfahrt aussetzte. Das Innere des Kleinkastells wurde von Winkelmann nicht untersucht. Die noch von Redenbacher in der Mitte der Anlage festgestellte Vertiefung wurde ihm von den Anwohnern als ehemaliger Keller erklärt. Da es seit 1920 keine Untersuchungen mehr gegeben hat, bleiben viele Einzelheiten der Anlage unbekannt. Es ist davon auszugehen, dass die sich wohl um einen Innenhof gruppierende Innenbebauung aus Holz bestand.

## Limesverlauf zwischen den Kleinkastellen Petersbuch und Biebig
| ORL      | Name/Ort                          | Beschreibung/Zustand |
| -------- | --------------------------------- | --- |
| KK       | Kleinkastell Petersbuch           | siehe oben Vom Kleinkastell bis zum nächsten Turm bleibt die Erhaltung des Schuttdamms der Teufelsmauer „vorzüglich“. Beim Austritt aus dem Wald, kurz vor dem Limesknick, ist sie „von Lesesteinen überhöht, mit Hecken bewachsen und weithin als dominierende Landmarke auf der Albhochfläche zu erkennen“. |
| Wp 14/56 | „An der Limesecke bei Petersbuch“ | Bereits Ohlenschlager konnte bei seiner Limesbegehung an diesem Limesknick nichts mehr erkennen. Die RLK ergrub später einen 6,40 × 6,33 Meter großen Steinturm, an den die Steinmauer nachträglich angebaut worden war. In der ebenfalls eingeknickten Palisade erkannte sie einen Durchgang. Auch der Flechtwerkzaun wurde festgestellt. Heute ist dort nichts mehr zu sehen. Der Schuttwall der Limesmauer ist dagegen von hier an auf knapp drei Kilometer Länge bis hinter Wp 14/59 als schnurgerader, gut sichtbarer, bewachsener Damm in der freien Landschaft zu erkennen. |
| Wp 14/57 |                                   | Turmstelle wird vermutet. |
| Wp 14/58 |                                   | Turmstelle wird vermutet. |
| Wp 14/59 | „Bei Petersbuch“                  | Redenbacher sah hier noch einen ungewöhnlich mächtigen Schutthaufen, doch konnte ohne eine Ausgrabung keine Bestimmung vorgenommen werden. Die Einwohner von Petersbuch versicherten ihm jedoch, dass das dort liegende Bauwerk schon stark abgetragen sei. Ohlenschlager hingegen konnte die Stelle nicht begehen, da sie von fast undurchdringlichen Haselstauden bewachsen war. Bei seiner Ergrabung durch die Reichs-Limeskommission wies der sockellose Steinturm eine Breite von 6,50 Metern und eine Tiefe von 5,60 bis 5,70 Metern auf. Die Mauerstärke betrug 0,85 Meter. An seiner feindwärts gewandten nördlichen Außenfront war der Turm noch 0,85 Meter hoch erhalten, die Innenseite der Nordmauer wies sogar noch eine Höhe von 1,12 Metern auf. An der Nordmauer war ein einfaches und ein doppeltes Opus spicatum erkennbar. An seiner schlecht erhaltenen südlichen Rückseite war das Bauwerk im Inneren nur noch eine Steinreihe hoch. Die Existenz eines ebenerdigen Zugangs konnte aufgrund des schlechten Erhaltungszustandes der Rückseite weder bewiesen noch verneint werden, zumal auch die Außenseite des Mauerwerks nicht freigelegt werden konnte. Das Baumaterial bestand aus gebrochenen und zusammengelesenen Steinen, die roh zugerichtet waren und unregelmäßig verbaut wurden. Es wurde deutlich, dass die an dieser Stelle 1,07 Meter starke Limesmauer nachträglich an den Turm angefügt worden war. Im Turminneren fand sich in der Südwestecke eine Feuerstelle. Der gleiche Befund war vor der Ostseite des Turmes zu machen. An den Feuerstellen fanden sich auch Keramikscherben. Heute ist an diesem Platz nichts mehr zu sehen. Das Palisadengräbchen lag hier vor der Limesmauer. |
| Wp 14/60 |                                   | Turmstelle wird vermutet. |
| Wp 14/61 | „Westlich von Eckertshofen“       | Soweit er nicht von dem Fahrweg, der über ihn hinwegführte, bedeckt war, konnte der Turm durch Winkelmann werden. Trotz dieser Tatsache, dass sich die Ausgrabung damit auf den südlichen Teil des Wachturms beschränken musste, ließ sich dessen vollständiger Umfang ermitteln. Er betrug 5,90 × 7,50 Meter. Die 0,82 Meter starken Wände waren noch bis zu 0,75 Meter hoch erhalten geblieben. Der Turm besaß keine Sockelleiste und offensichtlich auch keinen ebenerdigen Zugang im Süden. Der Limes selbst orientierte sich nach Norden. Das gebrochene Steinmaterial des aufgehenden Mauerwerks ist in gleichmäßigen Lagen gemauert. An der östlichen Außenseite des Turms war der Boden auffallend schwarz. Dort konnte auch eine Anzahl an Keramikscherben geborgen werden. Bereits Redenbacher hatte an dieser Stelle die Limesmauer aufgraben lassen und maß sie mit vier Fuß Breite (≈ 1,17 Meter) ein. Nach seinen Untersuchungen war der Turm an die Mauer angebaut worden. Als später Mayer an diese Stelle kam, fand er noch einen runden, ziemlich hohen Schutthaufen vor, der in seiner Mitte eine trichterförmige Vertiefung besaß. Die gleiche Feststellung machte auch Ohlenschlager. Das Palisadengräbchen wurde 12 Meter vor dem Turm festgestellt. Heute ist an dem Platz nichts mehr zu sehen. |
| Wp 14/62 |                                   | Turmstelle wird vermutet. |
| Wp 14/63 |                                   | Die Turmstelle wird nur vermutet. Jedoch wurde 1992 eine steinerne Rekonstruktion in diesem Bereich, gut 100 Meter östlich der vermuteten Stelle errichtet. Die steinerne Limeswachtürme waren in der Antike weiß verputzt. Mit einem dann aufgetragenen roten Fugenstrich wurde Quadermauerwerk vorgetäuscht. Neben diesem Rekonstruktionsversuch wurde gleichfalls 1992 ein Parkplatz mit Hinweistafeln angelegt und ein 3,5 Kilometer langer Limeslehrpfad eröffnet. Der in der zweiten Hälfte des 19. Jahrhunderts errichtete Gedenkstein zwischen Wp 14/63 und Wp 14/64 wurde von der Nürnberger Naturhistorischen Gesellschaft restauriert. |
| Wp 14/64 | „Im Herlingsharder Wald“          | Mayer sah an diesem Platz noch einen „beträchtlichen runden Steinhaufen“. Dass sich hier neben dem an der Limesmauer befindlichen Schutthügel linkerhand auch ein Holzturmhügel befand, wurde jedoch erst 1926 klar. Der Holzturmhügel war damals noch 1,30 Meter hoch erhalten und von einem einen halben Meter tiefen, rechteckigen Ringgraben mit abgerundeten Ecken umgeben. Von Sohle zu Sohle hatte dieser Graben einen Durchmesser von 11 Metern. Aufgrund des Waldbestandes konnten 1926 nur die beiden nördlichen Pfostengruben des Holzturms ergraben werden. Von Mitte zu Mitte standen sie 4,60 Meter voneinander entfernt und waren einen Meter weit. Ihre Tiefe betrug 0,75 Meter. In den Pfostengruben lagen einige große Verkeilsteine und im Aushub Holzkohlenreste. Die Steinmauer durchschneidet den rund 400 Meter weiter stehenden älteren Holzturmhügel. Östlich liegt der 6,45 × 5,77 Meter große, von der Naturhistorischen Gesellschaft Nürnberg restaurierte Steinturm, in dessen Inneren zwei Feuerstellen aufgefunden wurden. Der Turm wurde wie üblich direkt an die Mauer gesetzt. Das Palisadengräbchen verläuft hier weiterhin vor der Limesmauer, dessen Schuttwall in diesem Bereich gut sichtbar ist. Am Platz von Wp 14/64 sind heute nur noch schwach wahrnehmbare Spuren zu erkennen. |
| Wp 14/65 | „Im Emsinger Gemeindewald“        | Rund 600 Meter weiter liegen ein Holzturmhügel und – westlich davon – die Reste eines 18 Meter hinter der Limesmauer gelegenen Steinturms. Redenbacher fand von dem frei stehenden Steinturm nur einen Steinhaufen vor und beschrieb den Turmhügel als mit Moos und Gras bewachsenen „Tumulus“ von 10 bis 11 Fuß Höhe. Die Position des Steinturms ist ausgesprochen ungünstig, um von hier aus das Vorfeld des Limes zu kontrollieren. Der Eichstätter Studiendirektor Sebastian Mutzl war im Juni 1846 bei der Öffnung eines vermeintlichen Grabhügels dicht an der Teufelsmauer anwesend. Arbeiter wühlten sich durch den Boden, während die sich im Wald ergehende studierte Gesellschaft, die auf Spektakuläres hoffte, immer wieder dann zur Grabungsstelle eilte, wenn die Arbeiter etwas gefunden hatten. Zwar hatte neben Redenbacher auch Mayer den Ort bereits als Wachturmstelle erkannt, doch Mutzl und die anwesenden Altertumsfreunde wollten in dem Holzturmhügel einen Grabhügel erkennen. Außer den Scherben eines rötlich-grauen Topfes aus dem 12. bis 13. Jahrhundert wurde allerdings nichts entdeckt. Der Studiendirektor brachte die Keramik jedoch mit einer vorgeschichtlichen Brandbestattung in Verbindung. Aus Neugier begannen die Arbeiter nach dem Durchstoßen des Holzturmhügels, den Schutthaufen des Steinturms auseinanderzunehmen. Im Schutt entdeckten sie Menschenknochen. Ein Schädel wurde herausgezogen der, wie Mutzl glaubte, mongolischer Rasse war. Nachdem Mutzl mit dem Schädel abzog, wurden die Ausgrabungen offensichtlich eingestellt. Monate später schürfte der Pfarrer von Erkertshofen nochmals an der Steinturmstelle und fand dort nach seinem Bekunden einen weiteren, angeblich kaukasischen Schädel mit einem dreieckigen Loch auf dem rechten Scheitelbein sowie eine eiserne Messerklinge. Beide Turmstellen wurden von Winkelmann genauer untersucht. Dabei wurde das lose Steinmaterial aus dem Steinturm ausgeräumt und nach den Untersuchungen zum Schutz des Mauerwerks und zur Berechnung seiner Masse ringsherum aufgesetzt. Das 6,40 × 5,60 Meter große Bauwerk besaß keinen Sockel und wurde aus grob zugerichteten Steinen errichtet. Die Mauern waren 0,80 Meter stark und bei ihrer Ausgrabung noch 0,90 bis 1,00 hoch erhalten. Es gab keinen ebenerdigen Zugang. Im Turminneren konnten die Reste eines Mörtelstrichs festgestellt werden und in der Südwest- sowie in der Nordostecke hatten Feuerstellen existiert. An der Westseite wurden Skelettreste und Keramikscherben geborgen. Dazu gehörte das Unterkieferfragment eines juvenilen Menschen, an dem die Zähne noch nicht durchgebrochen waren. Der Holzturmhügel liegt dicht bei dem Steinturm und etwa sieben Meter hinter der Limesmauer. Er war bei der Untersuchung durch Winkelmann noch 1,70 Meter hoch erhalten. Sein rechteckiger 10 × 10 Meter umfassender Ringgraben besaß abgerundete Ecken und war noch 0,60 Meter tief erhalten. Offenbar war er bei der Ausgrabung 1846 einmal längs durchschnitten worden. Der Waldbestand ließ hier nur die Ausgrabung der beiden östlichen Pfostengruben zu. Sie waren 0,80 Meter breit und fast ebenso tief. Der Palisadengraben wurde von Winkelmann nicht untersucht. Der Archäologe Wilhelm Schleiermacher (1904–1977) schrieb 1961, das vom Steinturm „noch erhebliche Reste vorhanden“ sind. Die Naturhistorischen Gesellschaft Nürnberg hat die gut erhaltenen Steinturmfundamente restauriert. |
| Wp 14/66 | „Im Waldbezirk Biebig“            | Die Limesmauer wird in diesem Bereich an einem ansteigenden Hang zunächst von einem Forstweg als bis zu 1,50 Meter hoher Unterbau genutzt. Im oberen Hangabschnitt wird der Schuttwall wieder sichtbar. Die nun südlich, parallel zum Forstweg sichtbar werdende Terrassierung könnte zu einem Altweg, eventuell aus der Limeszeit, gehört haben. Auf dem Höhenrücken ist der rund 0,20 bis 0,40 Meter hohe Schuttwall in einer Breite von fünf bis sechs Metern zu erkennen. Kurz vor der Hangkante hinab ins östliche Wassertal wurde der heute überwachsene Schutthügel des 4,90 × 6,90 Meter großen Steinturms von der Reichs-Limeskommission ergraben. Besonders in vegetationslosen Zeiten lässt er sich als schwache Erhebung ausmachen. Auch die lineare Vertiefung der einstigen Palisade wird im Hanggelände sichtbar. Wp 14/66 steht zehn Meter hinter der steinernen Limesmauer. |
| KK       | Biebig                            | Rund 100 Meter weiter südlich befindet sich das Kleinkastell Biebig. |

## Denkmalschutz
Das Kleinkastell Petersbuch und die erwähnten Anlagen sind als Abschnitt des Obergermanisch-Rätischen Limes seit 2005 Teil des UNESCO-Welterbes. Außerdem sind sie geschützt als eingetragene Bodendenkmale im Sinne des Bayerischen Denkmalschutzgesetzes (BayDSchG). Nachforschungen und gezieltes Sammeln von Funden sind erlaubnispflichtig, Zufallsfunde sind den Denkmalbehörden anzuzeigen.